# Mymoorapelta maysi
Mymoorapelta maysi Kirkland and Carpenter, 1994 è un dinosauro erbivoro vissuto nel Giurassico superiore in Nordamerica, accanto ad altri dinosauri famosi come Apatosaurus, Stegosaurus, Diplodocus e Allosaurus.

## Descrizione

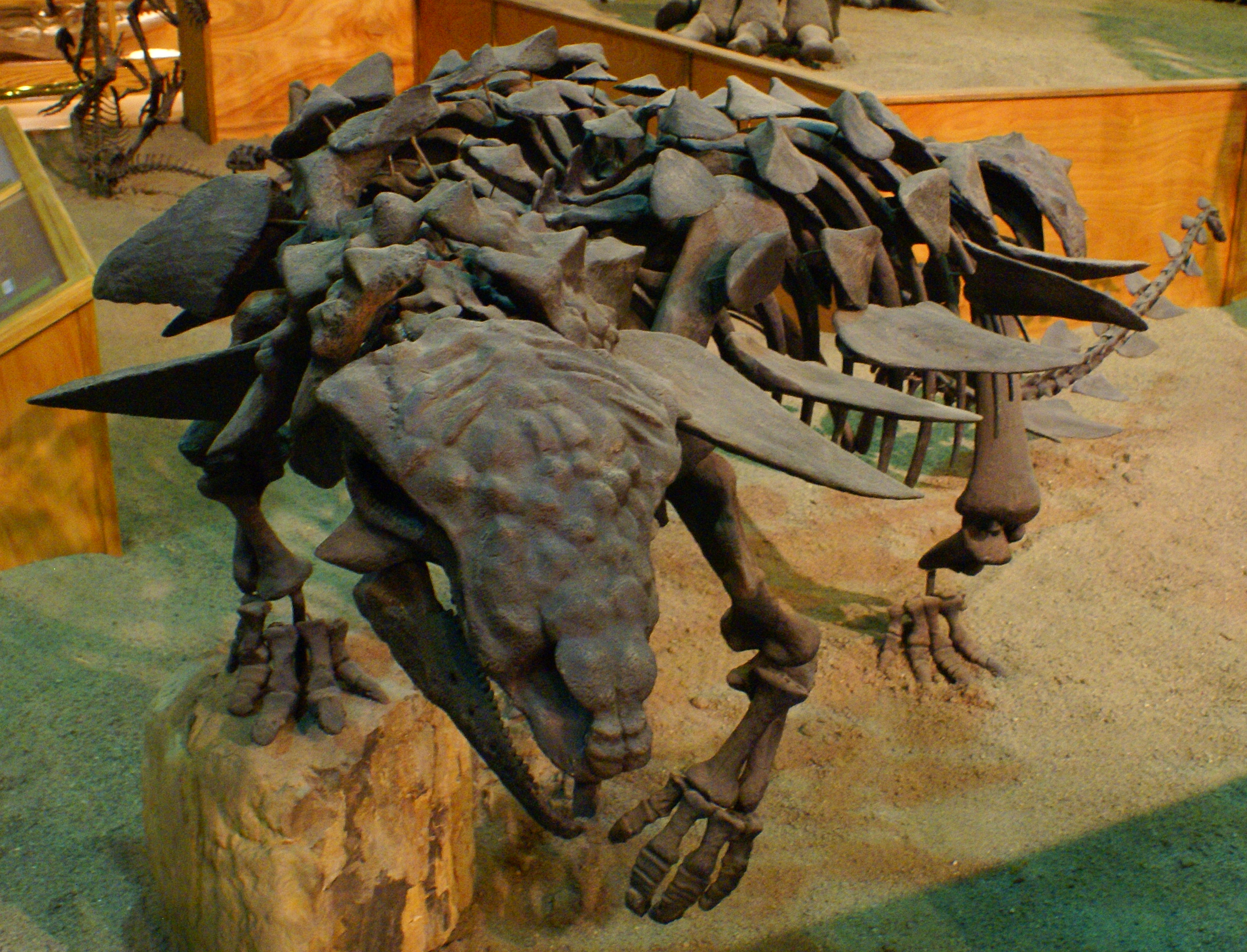
Scheletro montato

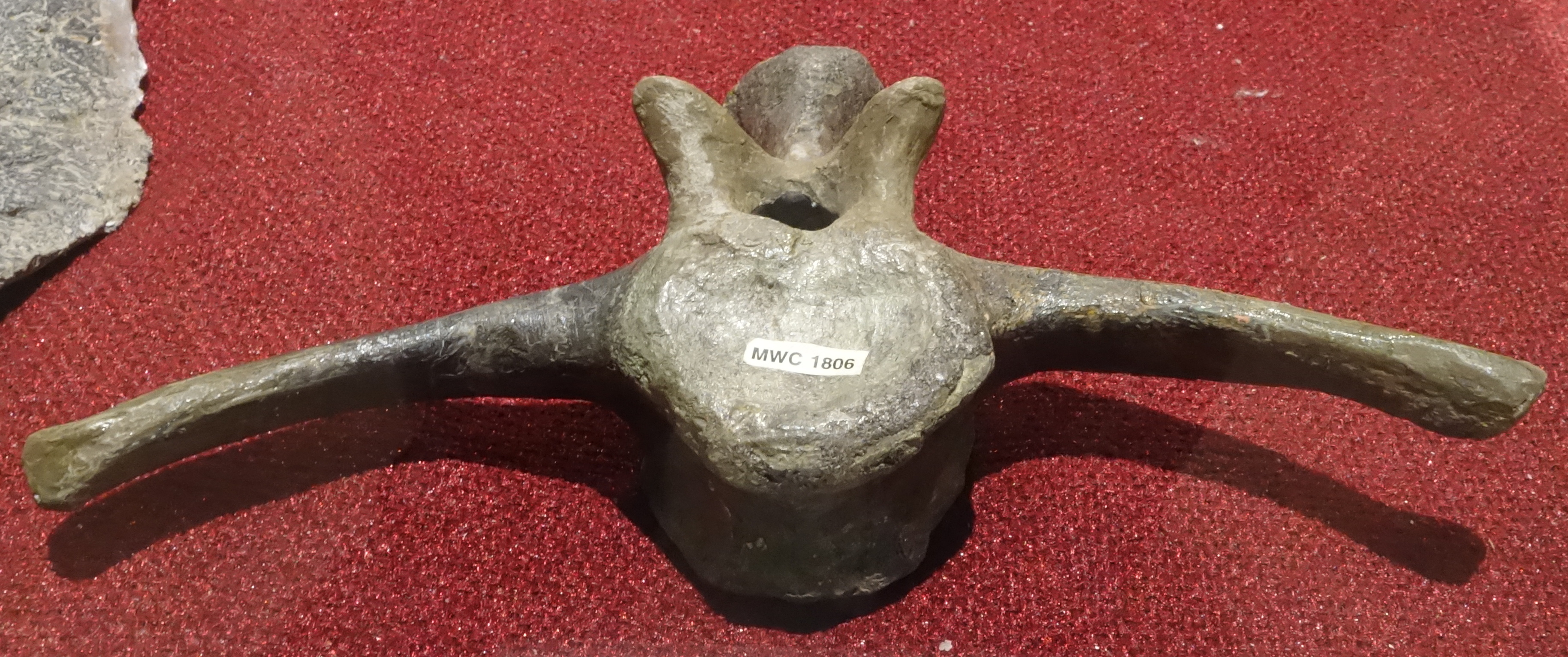
Vertebra dorsale

Questo dinosauro appartiene agli anchilosauri, ovvero quei dinosauri corazzati che divennero tra gli erbivori dominanti nel corso del Cretaceo. Mymoorapelta, quindi, è uno dei primi rappresentanti, essendo vissuto svariati milioni di anni prima che il gruppo si diffondesse. Le caratteristiche primitive di questo anchilosauro includono l'acetabolo (la cavità del bacino che accoglie la testa del femore) non occluso, e permettono di classificarlo nella famiglia dei polacantidi.